# Гржимала (герб)
Гржимала, Гримала або Одвага (правильніше Ґжимала, інші назви: Гржимали, Гржималчиць, Гржималіта, Три вежі з муру, Шляса (Сляса), пол. Grzymała, Grzymały, Grzymałczyc, Grzymalita, Odwaga, Trzy wieże z muru, Ślasa) — герб низки польських, українських, литовських, білоруських шляхетських родів часів Великого князівства Литовського, Руського та Жемайтійського й Речі Посполитої.

## Опис герба
У золотому полі — червоний цегляний мур із трьома баштами фортеці (з яких середня вища) та сині ворота, відчинені назовні. У воротах стоїть срібний лицар із щитом у лівій та оголеним мечем у правій руці. У клейноді — три червоні башти і павичеві пір'їни. П'ять (або сім) пір'їн, що виходять з трьох веж, з яких середня пряма, а крайні нахилені трохи в боки.
Є інші варіанти цього герба.

## Історія
Герб виводять від роду Гримал (Грім). За легендою його отримав Пшецлав Ґжимала (пол. Przecław Grzymała) від князя Владислава Германа за його мужню оборону міста Плоцьк 1078 року від  ятвягів.
Перша письмова згадка в джерелах — 1402 рік. Інші назви — Гримала, Ґжималіта (Grzymalita), Відвага, Одвага (Odwaga), Шьляса (Ślasa).
Після Городельської унії 1413 року ряд гербів, в тому числі й Гримало були також закріпленні за представниками литовсько-руської (української) шляхти та відбулось зрівняння прав шляхти католицького віровизнання Королівства Польського та шляхти Великого князівства Литовського, Руського та Жемайтійського. Першим у Литовсько-Руській державі його взяв від кастеляна Домарата з Кобилян (Domarat z Kobylan) місцевий боярин Іван Римвідович (Jan Rymwidowicz).

## Роди
Відомі 477 родини, що володіли цим гербом: Адашевські (Adaszewski), Барановські (Baranowski), Боркацькі (Borkacki), Борткевичі (Bortkiewicz), Чаплицькі (Czaplicki), Домейки (Domejko, Domeyko), Дульські (Dulski), Дубовицькі, Дубовецькі (Dubowiecki), Федорковичі (Fedorkowicz), Грабовські (Grabowski), Гром (Grom), Громолевські (Gromolewski), Громоловські (Gromołowski), Гроновські (Gronowski), Гром-Гримайло (Grum-Grzymajło), Грушковські (Gruszkowski), Гримайли (Grzymajłło, Grzymajło), Гримальські (Grzymalski), Гримала (Grzymała), Грималовичі (Grzymałowicz), Ґжималовські (Grzymałowski), Ґжимковські (Grzymkowski), Ґжимултовські, Корчак, Корженівські, Коженівські, Корженьовські (Korzeniowski), Конопацькі (Konopacki), Костецькі (Kostecki), Кроль (Krol), Козановичі (Kozanowicz), Любятовські (Lubiatowski), Островські (Ostrowski), Вольські (Wolski), Войно (Woyno), Заборовські (Zaborowski), Залеські (Zaleski), Жидовки (Żydowka) та інші.

## Важливість для Історії України
Дом Гримала почали Війну Грималітів з Наленчами, в ході якої до влади прийшла Королева Русі Ядвіга.
Нащадком Дому Гримала зокрема є Андрей Шептицький.